# Welcome (Carolina del Sud)
Welcome és una concentració de població designada pel cens dels Estats Units a l'estat de Carolina del Sud. Segons el cens del 2000 tenia 6.390 habitants.

## Demografia
Segons el cens del 2000, Welcome tenia 6.390 habitants, 2.696 habitatges i 1.771 famílies. La densitat de població era de 535,2 habitants/km².
Dels 2.696 habitatges en un 27% hi vivien nens de menys de 18 anys, en un 47,4% hi vivien parelles casades, en un 13,9% dones solteres, i en un 34,3% no eren unitats familiars. En el 30,5% dels habitatges hi vivien persones soles el 12% de les quals corresponia a persones de 65 anys o més que vivien soles. El nombre mitjà de persones vivint en cada habitatge era de 2,35 i el nombre mitjà de persones que vivien en cada família era de 2,9.
Per edats la població es repartia de la següent manera: un 21,9% tenia menys de 18 anys, un 8,9% entre 18 i 24, un 29% entre 25 i 44, un 23,8% de 45 a 60 i un 16,3% 65 anys o més.
L'edat mediana era de 38 anys. Per cada 100 dones de 18 o més anys hi havia 89,3 homes.
La renda mediana per habitatge era de 31.851 $ i la renda mediana per família de 39.531 $. Els homes tenien una renda mediana de 31.086 $ mentre que les dones 22.368 $. La renda per capita de la població era de 17.451 $. Entorn del 7,9% de les famílies i el 10,9% de la població estaven per davall del llindar de pobresa.

## Poblacions més properes
El següent diagrama mostra les poblacions més properes.